# Дом учителя (Таганрог)
Дом учителя — старинный особняк в центральной части Таганрога.

## История
Старинный одноэтажный с полуподвалом особняк на ул. Петровской 89 построен в начале XIX века. В списке памятников истории и архитектуры числится как здание Коммерческого суда. Домовладением принадлежало: с 1807 года — садовнику городского сада Манойло Ласкараки; с 1873 по 1880 год — почётному гражданину Таганрога Дмитрию Ласкараки; с 1890 по 1906 год — наследникам Е. Алексопуло; в 1915 году — почётному гражданину Таганрога В. И. Воронкину.
По карте города 1863 года — в домовладении размещался «Коммерческий суд в частном доме». С 1912 года — частное училище I разряда Е. М. Грановского (курс мужских гимназий — четыре основных класса) с годовой платой 120 рублей.
С 3 декабря 1943 года в домовладении открылся Дом пионеров, который просуществовал тут до февраля 1944 года (был переведён в здание Детской музыкальной школы им. П. И. Чайковского). После чего в здании был устроен Дом учителя (Дом работников просвещения).
В 1947 году на базе таганрогского Дома учителя пианистом и вокалистом Иваном Федоровичем Чангли-Чайкиным был создан самодеятельный коллектив из одарённых певцов, его учеников: А. Агуреева, Т. Покатило, Н. Петровой, Ж. Хлебниковой, И. Хлебникова, А. Ларина, Е. Манюхина, Ф. Новикова, И. Филиппова, А. Воробьёва, А. Геворковой, А. Гладкова и других. Артисты работали над сценами и ариями из опер «Демон» А. Г. Рубинштейна, «Аида» Д. Верди, «Мазепа» П. И. Чайковского и другими.

## Народный театр драмы
С 1963 года по конец 1980-х годов в Доме учителя существовал знаменитый Народный театр драмы, в которым с 1963 по 1968 год работал Пётр Шелохонов, режиссер и преподаватель актёрского мастерства. Под руководством Петра Шелохонова в Народном театре драмы в 1963—1968 годах были поставлены спектакли по пьесам А.П. Чехова, в которых роли исполняли преподаватели учебных заведений города Таганрога. В сезоне 1965—1966 годов был поставлен спектакль «Платонов» по пьесе А. П. Чехова, в котором заглавную роль исполнил Пётр Шелохонов. В спектакле участвовали артисты Народного театра драмы — преподваватели учебных заведений города Таганрога. В 1970-х годах театром руководил Б. Потик, затем, в 1980-х — В. Рогульченко. В 1960—1980-х годах на сцене Народного театра выступали такие замечательные актёры, как Елена Образцова, Кларисса Киреева, Пётр Шелохонов, В. Ветров, С. Маховский, А. Кулешов, В. Ходыкин и др.

## Молодёжный центр
С 2000-х в здании расположилось Муниципальное учреждение культуры «Молодёжный центр». В его стенах работают театр «Содружество актеров Дона» (САД) и Театр Нонны Малыгиной, киноклуб «400 ударов» Михаила Басова, изостудия Алексея Яковлева.

## В стенах Дома учителя работали и выступали
- Басов, Михаил Михайлович (1977) — российский режиссёр-документалист, медиахудожник.
- Ветров, Владислав Владимирович (1964) — советский и российский актёр театра и кино, режиссёр, сценарист. Заслуженный артист России.
- Летов, Сергей Фёдорович (1956) — российский музыкант, саксофонист, импровизатор.
- Елена Образцова — Народная артистка СССР.
- Покровская, Анна Михайловна (1904—2001) — советский педагог, Праведник мира[8].
- Рогульченко, Владимир Дмитриевич (1950) — российский театральный режиссёр, актёр, Заслуженный артист РФ.
- Столяр, Роман Соломонович (1967) — российский композитор и пианист-импровизатор.
- Чангли-Чайкин, Иван Федорович — российский педагог, пианист, вокалист, создатель таганрогского Народного оперного театра.
- Шабельников, Юрий Леонидович (1959) — российский художник.
- Пётр Шелохонов — артист театра и кино, театральный режиссёр, Заслуженный артист РСФСР.